# Université nationale de Taipei
L'université nationale de Taipei (chinois traditionnel : 國立臺北大學 ; pinyin : Guólì Táiběi Dàxué) est une université publique de Taïwan, connue dans le langage courant sous le nom de Beida (北大, Běidà), avec deux campus situés dans Sanxia de la ville de Nouveau Taipei (campus principal) et dans le centre-ville de Taipei (antenne pour les études complémentaires et l'éducation permanente) .
Le prédécesseur de l'université était l'École spécialisée de la province de Taïwan pour l'administration locale  (臺灣省立地方行政專科學校), créée en 1949, qui était initialement chargée de former les cadres administratifs locaux nécessaires à la mise en œuvre de l'autonomie locale dans la province de Taïwan. Elle a ensuite été réorganisée pour devenir le Faculté de la province de Taïwan de droit et de commerce (臺灣省立法商學院) en 1955, puis a fusionné pour former le Faculté de droit et de commerce de l'université Chung Hsing (中興大學法商學院) en 1961 . En 2000, la université est devenue une université indépendante et a pris son nom actuel, se transformant en une université axée sur les sciences humaines et sociales .
L'université nationale de Taipei, l'université nationale des sciences et des technologies de Taipei, l'université de médecine de Taipei et l'université nationale de l'océan de Taiwan forment ensemble le système universitaire de Taipei en 2011 et établissent une coopération académique .

## Facultés
L'université nationale de Taipei a été créée à l'origine en tant qu'école spécialisée par le gouvernement de la république de Chine pour former des fonctionnaires à la mise en œuvre de l'autonomie locale, et les premiers départements correspondaient donc généralement à des départements gouvernementaux. Aujourd'hui, l'université compte sept facultés, axées sur les sciences humaines et sociales. En outre, une faculté liée à la technologie, conformément à la politique de développement industriel du gouvernement, et un programme spécial pour les étudiants internationaux. Les sept facultés sont , : 
- Sciences sociales
- Affaires publiques
- Commerce
- Droit
- Sciences humaines
- Faculté de génie électrique et d'informatique
- Faculté internationale du développement durable et de l'innovation.

L'université a créé le département de la formation continue et de la promotion dans son ancien campus au centre de Taipei, près de l'aéroport de Taipei Songshan, afin de s'engager dans la formation continue et la promotion de l'éducation. De toutes les universités de Taïwan, l'université est celle qui propose depuis le plus longtemps des formations continues en soirée .

## Personnalités liées à l'université
Depuis sa création en 1949, l'université nationale de Taipei a formé des étudiants qui ont servi dans tous les domaines. Le Premier ministre taïwanais (à partir de mai 2024), Cho Jung-tai (卓榮泰), est diplômé de la faculté de droit et de commerce de l'université nationale Chung Hsing, le prédécesseur de l'université . En outre, de nombreux juges de la cour constitutionnelle de Taïwan sont issus de l'université, comme l'ancien président du Judicial Yuan, Lai In-jaw (賴英照) .

Anciens élèves notables de l'Université nationale de Taipei
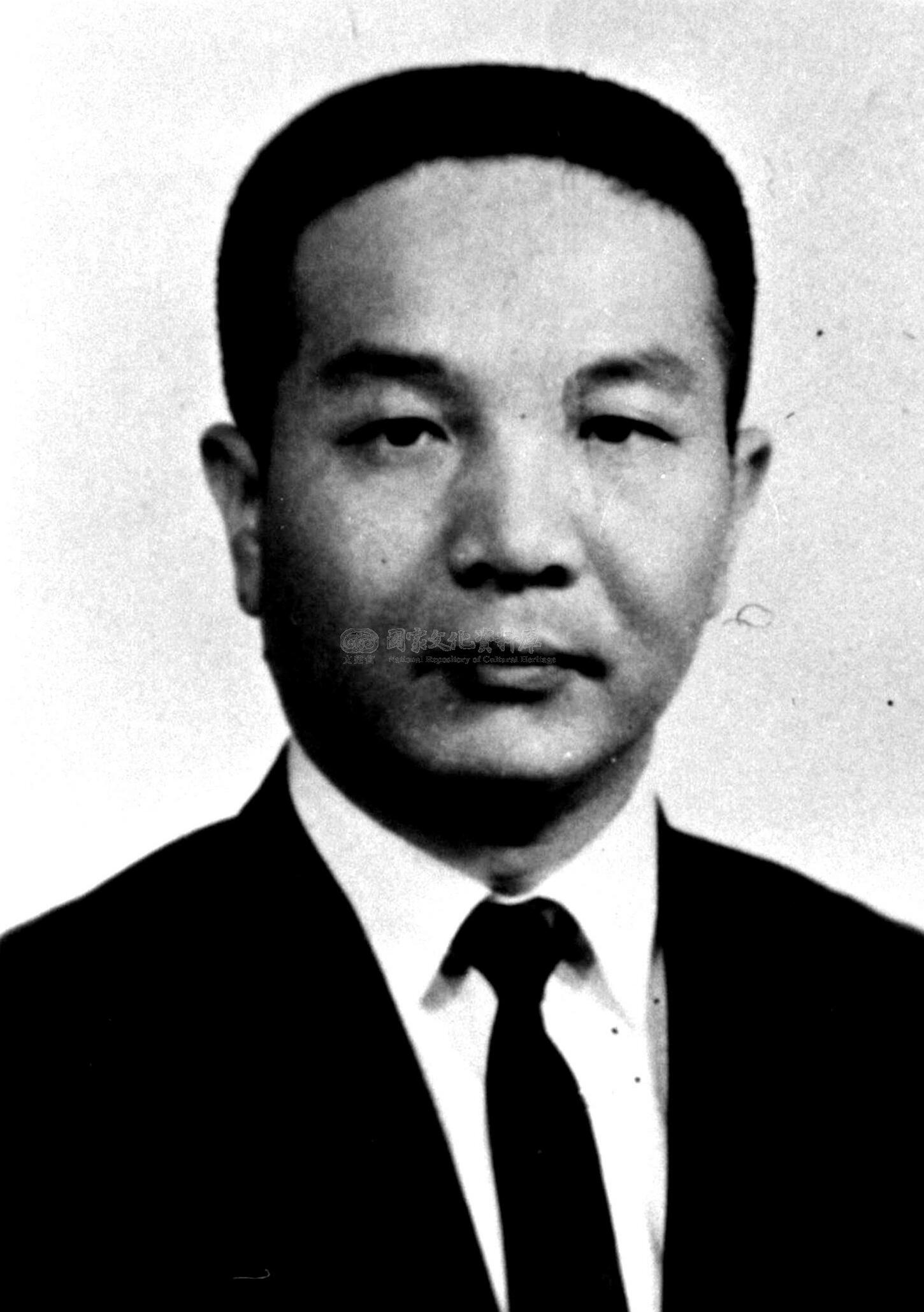
Huang Hsin-chieh (en)), qui a encouragé le mouvement de démocratisation à Taïwan.
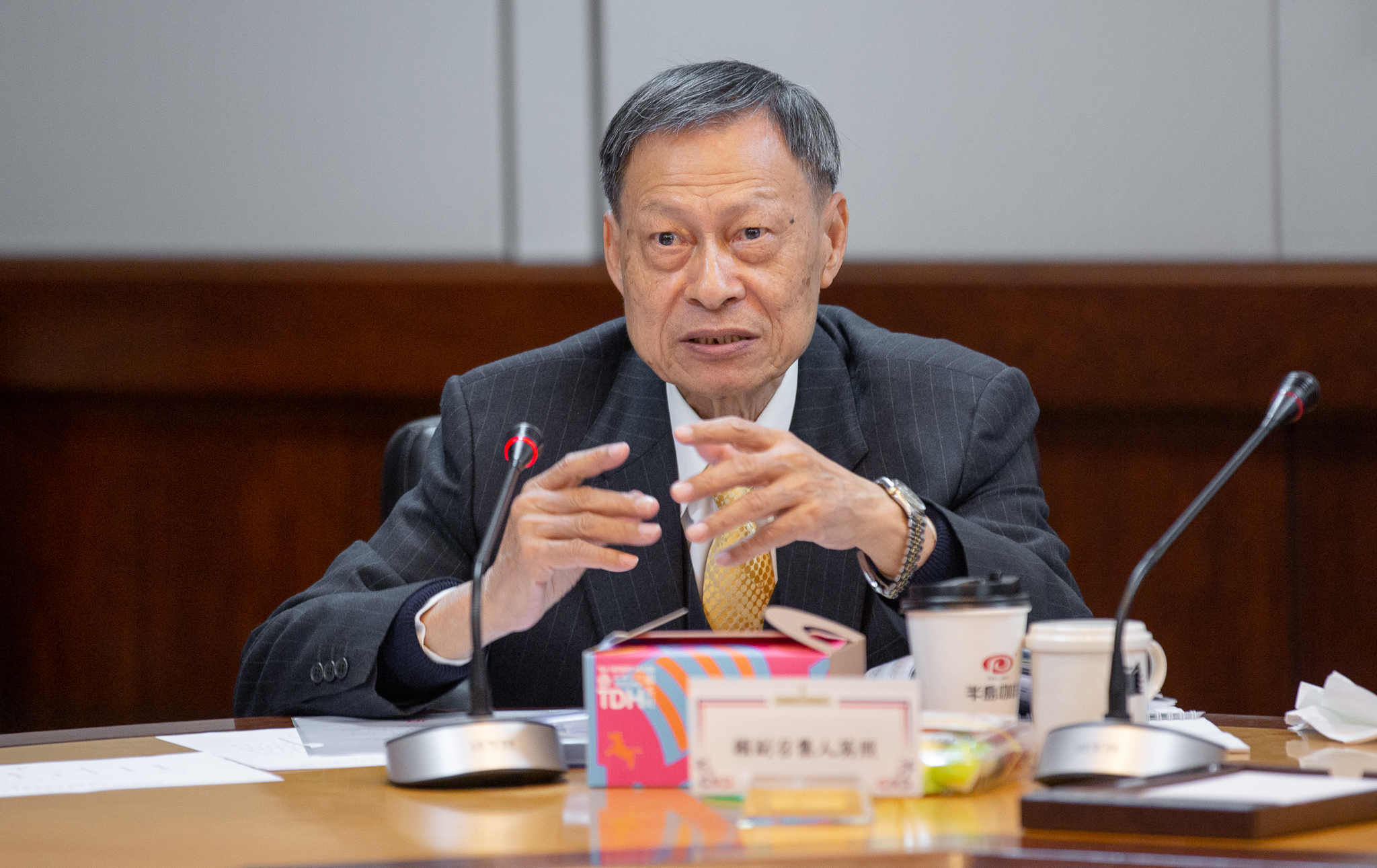
Lai In-jaw (en), ancien juge de la cour constitutionnelle de Taïwan.
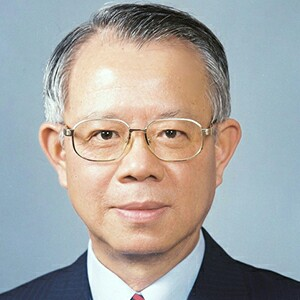
Perng Fai-nan, économiste et haut fonctionnaire.
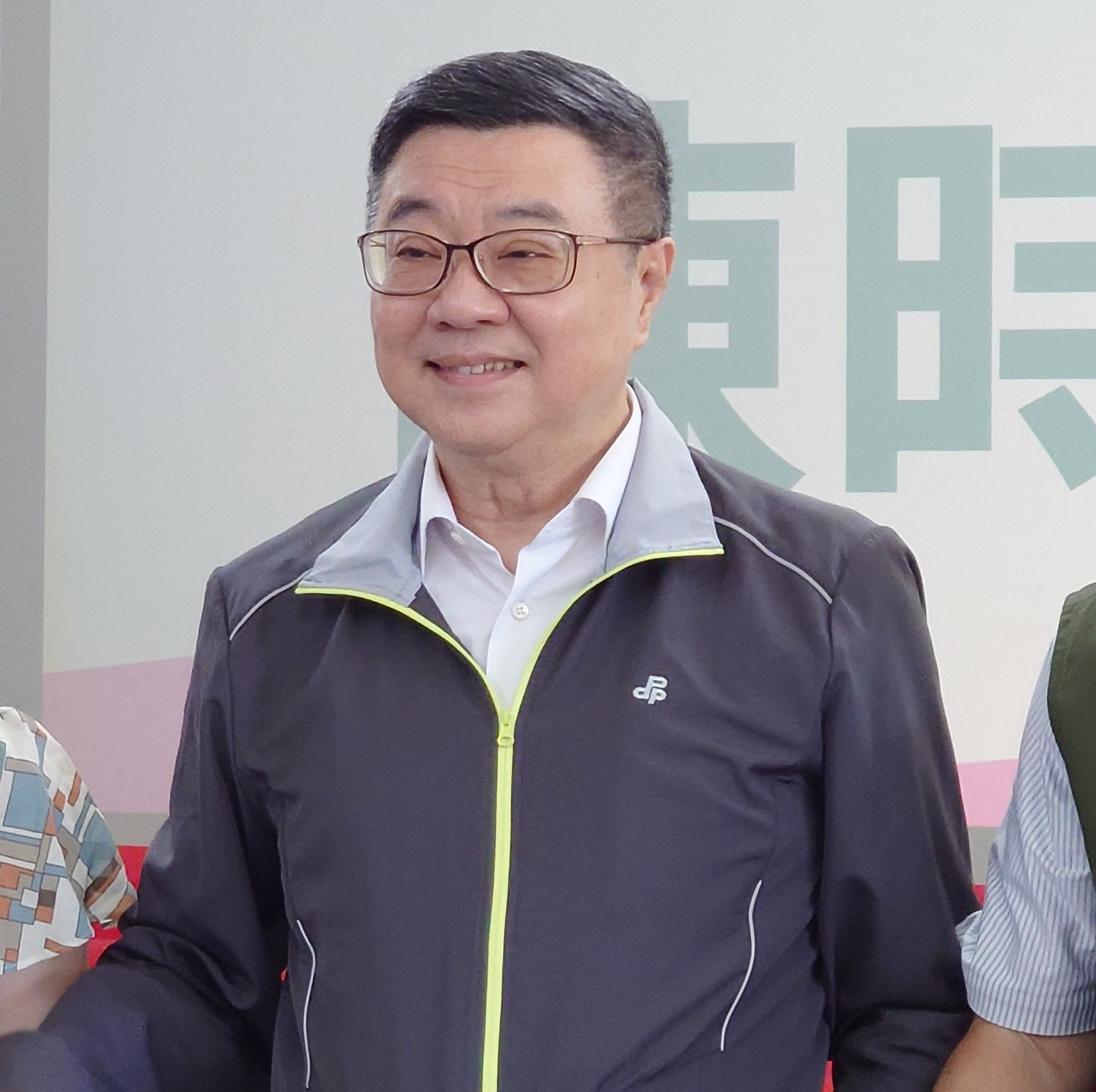
Premier ministre de Taïwan Cho Jung-tai.